# Bebe Cool
Bebe Cool (1 de setembre de 1977, pseudònim de Moses Sali) és un músic de reggae i ragga ugandés. Cap a 1997, comença la seua carrera a Nairobi, Kenya, i uns anys més tard es trasllada a Uganda. Beu Cool fou un dels primers artistes afiliats a DJ Ogopa, una productora discogràfica de Kenya.
Dos dels seus senzills populars són "Fitina" i "Mambo Mingi". Ha col·laborat amb Halima Namakula, una veterana música d'Uganda, en la seua "Sambagala". Ha publicat dos discos com a solista, Maisha i Senta. Les seues lletres estan en ganda, suahili, i anglés.
Bebe guanyà en tres ocasions el Premi Artista de l'Any en els prestigiosos HiPipo Music Awards i diversos premis en els Pearl of Africa Music Awards. Ha estat nominat per als Kora All-African Awards al 2003 i 2005. Ha viatjat pel Regne Unit i Estats Units.
Juntament amb el duo de Kenya Necessary Noize, Bebe ha format un grup de reggae conegut com a East African Bashment Crew. Han publicat un àlbum, Fire, i dos simples, "Africa Unite" i "Fire". El grup fou nominat al Premi inaugural 2008 d'MTV Africa Music Awards.
El gener de 2010, un policia li va disparar i el va ferir, però se'n recuperà.
L'11 de juliol de 2010, Bebe actuava en el Kyadondo Rugbi Club, quan una bomba posada per grup somali islamista al-Shabaab esclatà (atacs a Kampala de juliol de 2010). Segons Cool, "La majoria de persones que van morir estaven just davant de mi. L'explosió va ser tan forta que el següent que vaig veure eren parts de cossos per l'aire."
Bebe va fer un concert en el Nelson Mandela 46664, al Hyde Park de Londres i també fou nomenat per Nelson Mandela com a ambaixador africà en una campanya de sensibilització contra la sida iniciada per Nelson Mandela.
El 2014, el seu tema "Born in Africa" fou seleccionada entre les millors cançons de tots els temps d'Àfrica. La cançó arribà al número 15 en "Cinquanta Himnes per a Àfrica"; eren oients de la BBC World Service que suggerien les cançons africanes que representaven el continent per a ells. Fou amb motiu del 50é aniversari de la Unió Africana -abans Organització de la Unitat Africana-, amb els suggeriments de la BBC DJ Edu, que presentava un programa de música africana setmanal de ràdio de la BBC, compilant en una barreja de cinc minuts 50 cançons de 50 estats.
L'any 2013, va tenir una lliça musical amb un dels millors artistes de Nigèria, D'banj, al lloc neutral Glamis Arena Harare Zimbabwe. L'espectacle s'organitzà amb el tema de Battle for Africa. Bebe feu una gran actuació en aquesta lliça.